# Magnus Wirtemberski-Neuenbürg
Magnus Wirtemberski-Neuenbürg (ur. 2 grudnia 1594, Kirchheim unter Teck, zm. 6 maja 1622, Bad Wimpfen) – książę Wirtembergii-Neuenbürg.
Syn księcia Fryderyka I i Sybilli z Anhalt. Jego dziadkami byli hrabia Jerzy I Wirtemberski-Mömpelgard i Barbara Heska oraz książę Joachim Ernest von Anhalt-Zerbst i Agnes von Barby.
Zgodnie z rodowym porozumieniem zawartym 28 maja 1617 roku między synami księcia Fryderyka, Magnus otrzymał tytuł księcia Wirtembergii-Neuenbürg.
Zginął w czasie bitwy pod Wimpfen.
Fryderyk nigdy się nie ożenił dlatego po jego śmierci tytuł księcia Wirtembergii-Neuenbürg wrócił do głównej gałęzi rodu księcia Eberharda.